# Fúlvia
Fúlvia (ca. 79 a.C. – 40 a.C.) foi uma Matrona romana conhecida pelas actividades conspiratórias e ambição política, invulgares numa época em que as mulheres viviam em casa, segundo os princípios de virtude e modéstia romana. Foi a primeira figura feminina não mitológica a ser representada em moedas romanas.

## História
Fúlvia era filha de Semprônia e de Marco Fúlvio Bambálio.
O seu primeiro marido foi Públio Clódio Pulcro, um membro dos patrícios Cláudios que abdicara da sua posição social para se tornar um tribuno da plebe. Pulcro era um agitador demagogo, famoso pela instabilidade que causava com frequência na política romana e pela facilidade com que recorria à violência quando se lhe esgotavam os argumentos na tribuna. Fúlvia era uma influência importante sobre o marido e financiou as suas actividades e carreira com a sua enorme fortuna. Em 52 a.C., Pulcro foi assassinado em circunstâncias estranhas na Via Ápia, deixando Fúlvia viúva. Por pouco tempo, pois assim que acabou o luto, Fúlvia casou de novo, desta vez com Caio Escribônio Curião, outro agitador que acabaria igualmente assassinado em 49 a.C. A carreira política de Fúlvia começou com o seu terceiro casamento com Marco António. Plutarco comenta que esta escolha serviu apenas para confirmar o gosto dela por maridos com ambições políticas e prontos para aceitar o seu dinheiro para promover a carreira. Fúlvia teve dois filhos de António: Marco António Antilo e Julo Antônio.
Após a morte de Júlio César, nos Idos de Março de 44 a.C., António formou o segundo triunvirato com Octávio e Lépido. Para solidificar a aliança, Octávio casou com Clódia Pulcra, uma das filhas do primeiro casamento de Fúlvia. A formação do triunvirato deu carta-branca a António e Fúlvia para perseguirem os seus inimigos políticos. Uma das vítimas foi Marco Túlio Cícero, que atacara em tempos Clódio Pulcro e que acusara recentemente António de querer oferecer a coroa de Roma a César. Cícero acabou por ser proscrito como traidor e cometer suicídio para escapar a uma execução. A sua cabeça decepada foi exposta no rostra do fórum romano e as fontes são unânimes quando descrevem o gosto com que Fúlvia espetou os seus ganchos de cabelo dourados na língua do orador, que tantos problemas lhe causara.
Pouco depois, conforme a repartição das províncias acordada pelos triúnviros, Marco António partiu em campanha para o Oriente, onde acabou por reencontrar Cleópatra. Suportado agora pela rainha e faraó do Egito, António afastou-se cada vez mais dos acordos realizados com Octávio. A situação política tornou-se insustentável e, em consequência, Octávio acaba por repudiar o seu casamento com Clódia. Apesar da traição do marido, Fúlvia não hesitou em sair em seu auxílio. Em 41 a.C., juntamente com o cunhado Lúcio António, tomou a iniciativa de mobilizar cerca de oito legiões romanas para proteger os interesses de António em Itália. Os exércitos de Fúlvia ocuparam Roma por um breve período de tempo, mas acabaram por retirar para Perúsia (moderna Perúgia). Octávio viu a sua oportunidade e cercou a cidade durante todo o inverno de 41-40 a.C. Fúlvia e Lúcio António foram forçados a render-se pela fome após alguns meses de cerco. Fúlvia foi exilada para Sicião, onde morreu pouco depois de uma doença súbita.
A sua morte abriu caminho a uma reconciliação entre António e Octávio, através do casamento do viúvo com Octávia.